# Bartlett, Nebraska
Bartlett är administrativ huvudort i Wheeler County i Nebraska. Orten har fått sitt namn efter grundaren Ezra Bartlett Mitchell. Enligt 2010 års folkräkning hade Bartlett 117 invånare.